# Elis Bakaj
Elis Bakaj (n. 25 iunie 1987) este un fotbalist albanez.